# シャンティリーの戦い
シャンティリーの戦い（シャンティリーのたたかい、英:Battle of Chantilly、南軍の呼び方ではオックスヒルの戦い、英:Battle of Ox Hill）は、南北戦争の1862年9月1日、バージニア州フェアファックス郡で行われた戦いであり、北バージニア方面作戦を終わらせるものとなった。

## 背景
8月30日の第二次ブルランの戦いで敗北した北軍のジョン・ポープ少将は、そのバージニア軍にバージニア州センタービルまでの撤退を命じた。この移動は暗くなってから行われ、アービン・マクドウェル少将の第3軍団が殿軍を務めた。この軍隊はブルランを渉り、最後の部隊となったフランツ・シーゲルの第1軍団がそこの石橋を破壊した。南軍ロバート・E・リー将軍は、その北バージニア軍が2週間もほとんど休み無く行軍し、さらに3日間近くの戦闘を行ったために疲れていることが分かっていたので、その日に得た戦果を追求しないことにしたために、北軍の退却に支障がなかった。リーの決断によって、北軍ナサニエル・バンクス少将のバージニア軍第2軍団も軍輜重隊を守っていたブリストー駅から行軍してポープ軍本隊に合流することができた。さらに重要なことは、北軍の半島方面作戦から戻ってきたポトマック軍59軍団と第6軍団を前面に押し出す時間ができ、またポトマック軍指揮官ジョージ・マクレラン少将にとっては面白くないことにそれらがポープの指揮下に入った。
8月31日の朝までに、ポープはその軍隊の指揮系統を掌握しきれていないように見えた。第二次ブルランの戦いでの敗北はポープの神経を粉々にし、次に何をすべきかが分かっていなかった。ワシントン政府は攻撃を望んでいることを知っていたが、リーが先に攻撃を仕掛けてきて、自軍が再び戦えるようになる前に粉砕しにくることを恐れた。センタービルに置いた作戦本部で、以前この作戦中には気乗りせず開こうとしなかった軍団長を集めての作戦会議を開き、ワシントンの防御線の中にさらに後退するという決定に同意した。しかし、総司令官ヘンリー・ハレックからの伝言は攻撃を指示しており、ポープはマナサスの戦場にいるリー軍に向けて前進を命令した。
しかし、リーは既にその作戦に移っており、ポープから攻撃の主体性を奪おうとしていた。ストーンウォール・ジャクソン少将にはポープ軍の右手に回り込みセンタービルにいる北軍陣地の後方に回るよう指示した。道案内と道を遮る北軍の軍隊を偵察するのはJ・E・B・スチュアート少将の南軍騎兵隊が担当した。ジェイムズ・ロングストリート少将の部隊はその日その場所に留まって、リー全軍が北軍の前にいるとポープに信じ込ませ、その間にジャクソン隊が北から東へと回り込み、戦略的に重要なジャーマンタウンを奪る予定だった。そこはポープ軍にとって2つしか無いワシントンへの道、ウォーレントン・パイク（現在は合衆国国道29号線）とリトルリバー・ターンパイク（現在は合衆国国道50号線）が集合する所だった。ジャクソン隊は空腹で疲れており、緩り動いてセンタービルの北東3マイル (5 km)のプレザント渓谷で野営した。ポープは8月31日の夜になってやっと落ち着いたところだったので、リー軍が側面に回り込もうとしていることに気付かなかった。
夜の間に2つの出来事が起こってポープの考えを変えさせることになった。副官の一人がジャーマンタウンの陣地から戻り、騎兵の大きな部隊が交差点を砲撃してから撤退したと報告した。リーやスチュアートにとって幸運だったことに、ポープはこの騎兵隊を偵察以上のものではないと見過ごした。しかし数時間後に2人の北軍騎兵が歩兵の大部隊がリトルリバー・ターンパイクを東に進んでいるのを見たと報告したとき、ポープは自軍が危険に曝されていると認識した。ポープは攻撃準備の命令を取り消し、センタービルからワシントンに向けての撤退を指示した。また撤退中にリー軍がやってきそうな道路には歩兵の偵察隊を派遣した。

## 戦闘

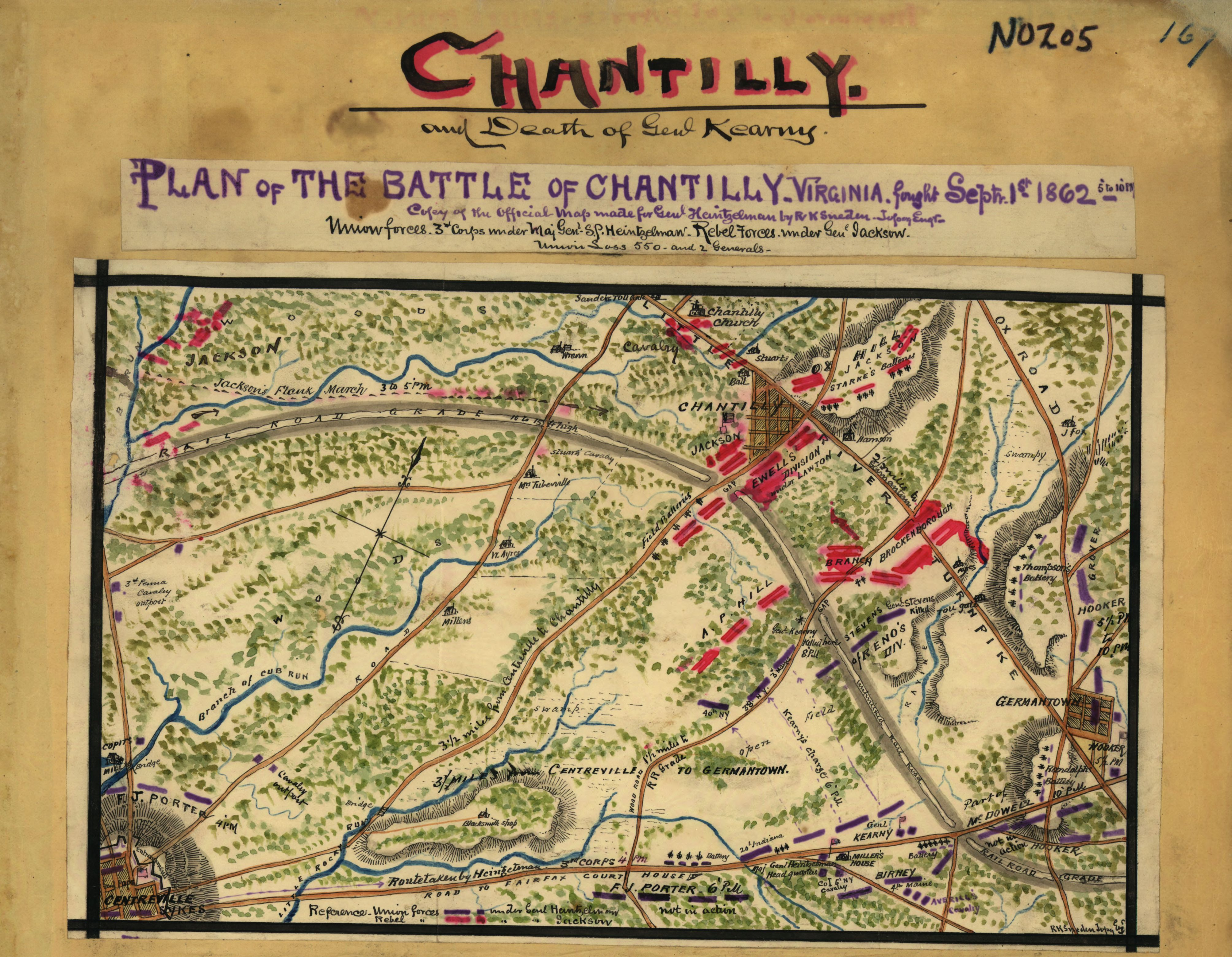
戦闘の地図

9月1日の朝、ポープはエドウィン・V・サムナー少将に1個旅団を北の偵察に送るよう命令した。この軍隊の騎兵隊は偵察任務でひどく消耗していた。しかし同時にワシントンに向けた移動を継続し、マクドウェルの軍団をジャーマンタウン（現在はフェアファックス市の西境界）に送って、軍隊が撤退するために必要な交差点を抑えられるはずだった。また、アイザック・スティーブンス准将の指揮でジェシー・リー・リノ少将配下第9軍団の2個旅団を派遣してジャクソン隊を止めさせようとした。フィリップ・カーニー少将の師団がその日の午後、後を追った。
ジャクソン隊は南への行軍を再開したが、兵士は疲れ空腹だったので、雨が続く中、進行ははかばかしくなかった。ジャクソン隊は3マイル (5 km)だけ進み、シャンティリー・プランテーションの南東にあるオックスヒルを占領し、そこで午後3時にスティーブンスの3個旅団と遭遇した。スティーブンスは数では負けていたものの、南軍の中央にいるアレクサンダー・ロートン准将の師団に対して草地の野原を横切って攻撃することを選んだ。北軍の攻撃は初めのうち成功し、1個旅団を潰走させ他の旅団側面を攻撃したが、ジュバル・アーリー旅団の反撃で後退させられた。スティーブンスはこの戦闘中の午後5時頃、こめかみを貫通する銃弾で戦死した。
カーニーがその師団と共にこの頃に戦場に到着し、スティーブンス隊の左翼にデイビッド・B・バーニーの旅団を配し、攻撃を命令した。バーニーはなんとか南軍の前線近くまで接近したが、A・P・ヒルの師団と白兵戦になって止められた。カーニーはこの戦闘中に誤って南軍の前線に馬で乗り入れ殺された。カーニー配下の他の2個旅団が戦場に到着し、バーニーは農園の南側に撤退して、戦闘を終わらせた。
その夜、ロングストリート隊がジャクソン隊の救援と翌朝攻撃を再開するために到着した。北軍はその夜、ジャーマンタウンとフェアファックス・コートハウスまで撤退した。
この戦いは戦術的に引き分けたが、ジャクソン隊の迂回運動が失敗し、北軍の退却路を遮ってポープ軍を潰すという作戦は実行できなかった。北軍の要となる2人の将軍が戦死した。ポープはこの攻撃で自軍に対する危険が続いていることを示していると認識し、ワシントンD.C.周辺の防御施設の内側への撤退を続けた。ポープ軍がバージニア州から出て行った後で、リーはアンティータムの戦いを含むメリーランド方面作戦を開始した。ジョージ・マクレラン少将が指揮するポトマック軍は別の軍隊として解体されたポープのバージニア軍の部隊を吸収した。

## 今日の戦場跡

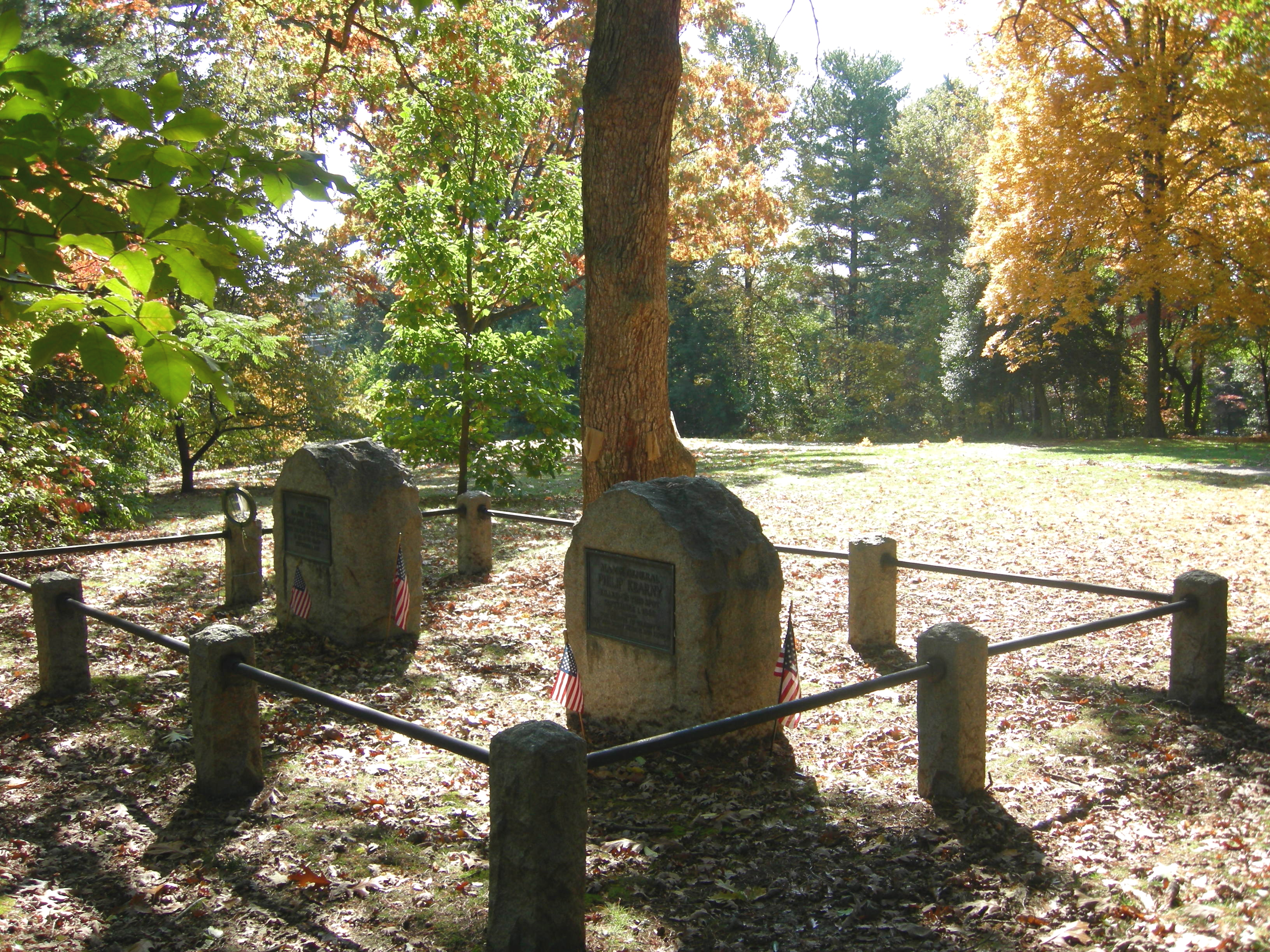
オックスヒル戦場公園のスティーブンスとカーニーの碑

この戦場跡はかっては農地であり、今はフェアファックス市の郊外開発に囲まれている。現代の大通り、アメリカ国道50号線（リー・ジャクソン記念道路とも呼ばれる）と州道7100号線（フェアファックス郡パークウェイとも呼ばれる）が戦場跡近くで交差する。オックスヒル戦場公園は4.8エーカー (19,000 m2)の広さがあり、フェアファックス・タウンセンター商業地区に隣接し、戦場跡を含んでいる。この公園はフェアファックス郡公園管理局の管轄下にある。2005年1月、管理局はこの史跡の詳細な歴史と将来の管理の枠組みを設定する総合管理計画と概念的開発計画を承認した。